# Dorfkirche Pütte
Die Dorfkirche Pütte ist eine aus dem 13. Jahrhundert stammende Dorfkirche im Ortsteil Pütte der vorpommerschen Gemeinde Pantelitz.

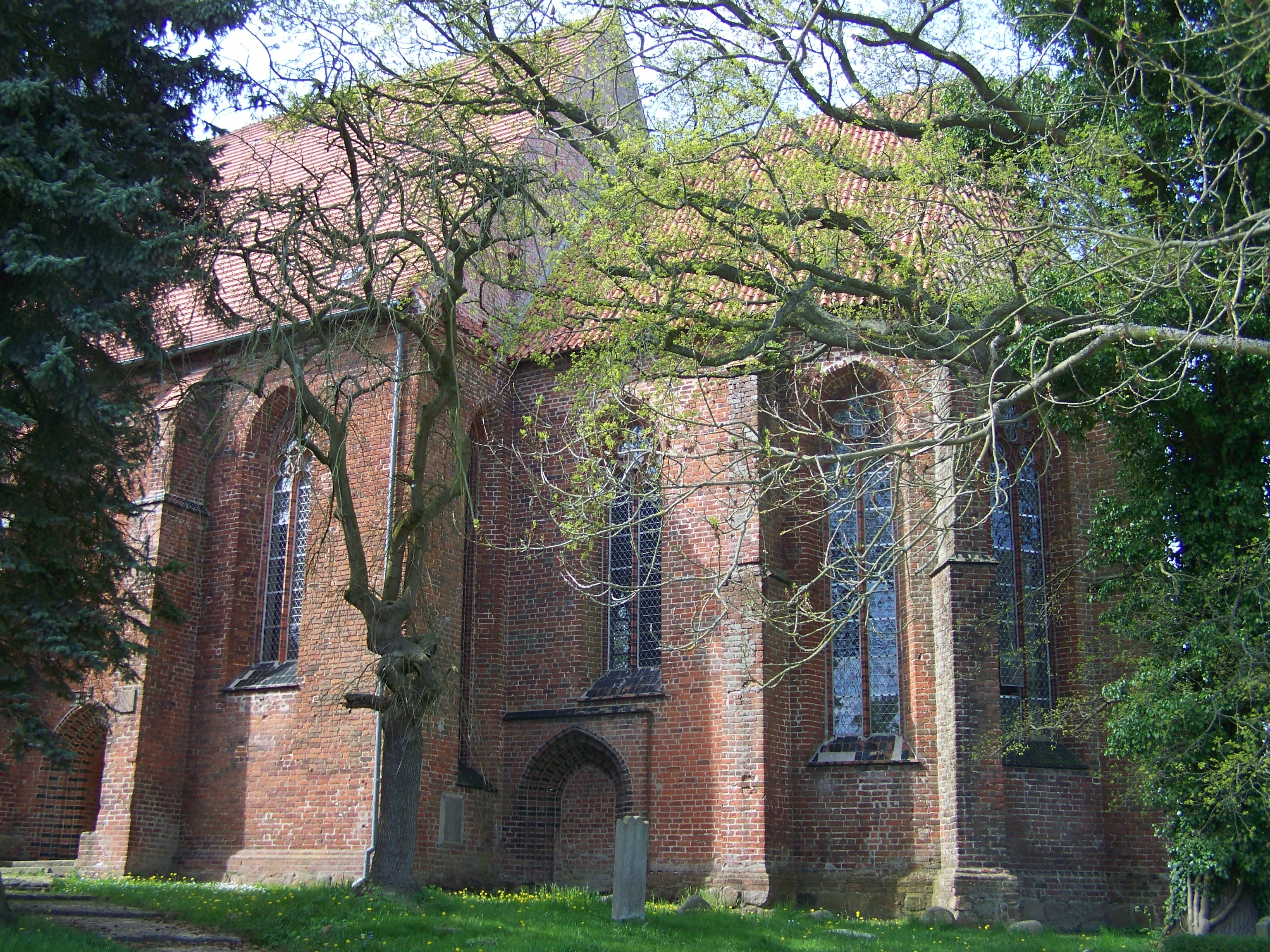
Die Dorfkirche in Pütte von der Seite

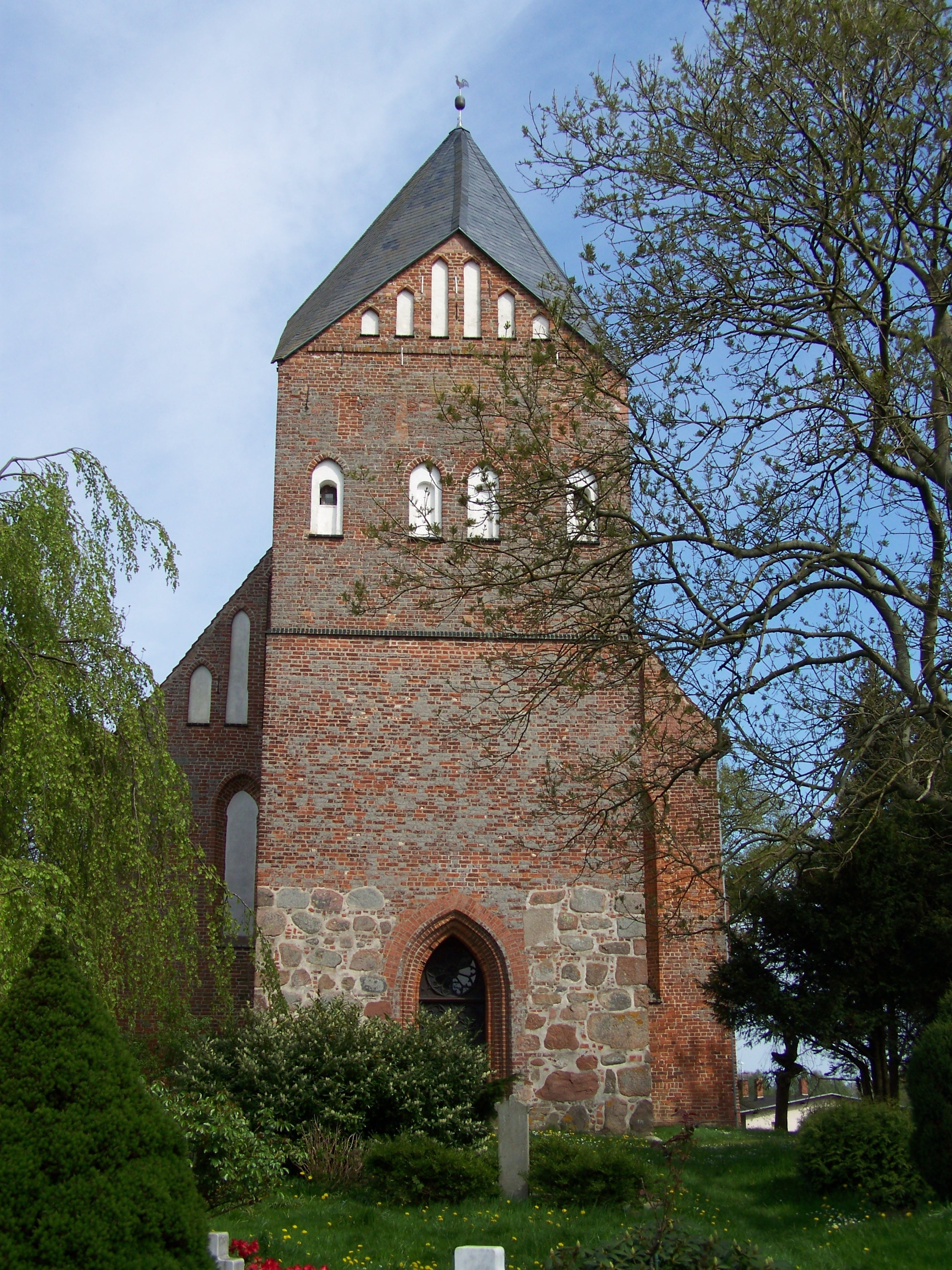
Turm der Dorfkirche in Pütte

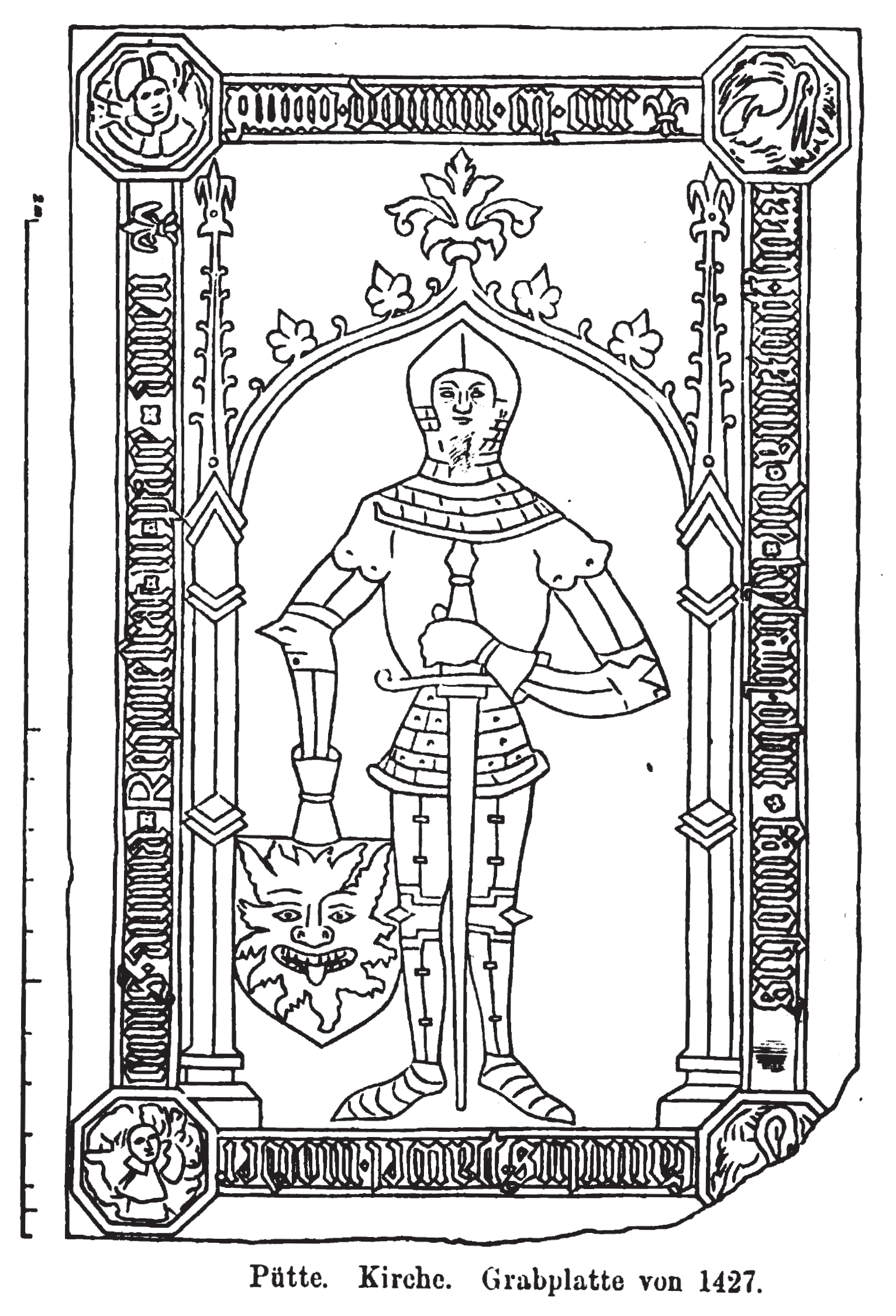
Zeichnung der Grabplatte von 1427

## Geschichte
Mit dem Bau der Kirche wurde in der ersten Hälfte des 13. Jahrhunderts begonnen. Der Kirchturm stammt aus dem 15. Jahrhundert. 1806/07 diente die Kirche den französischen Besatzungstruppen als Backhaus. Eine Restaurierung wurde in den Jahren 1867/68 durch Ernst von Haselberg durchgeführt.

## Architektur
Die Dorfkirche ist eine dreischiffige Hallenkirche der Backsteingotik. Das Kirchenschiff weist drei Joche auf, der ältere Chor ist einjochig ausgeführt und hat einen Fünfachtelschluss. Sie zeigt hohe Spitzbogenfenster mit Maßwerk, das von einer Restaurierung im Jahr 1866 stammt. Ein reich profiliertes Langhausportal im Norden ist mit glasierten und unglasierten Formsteinen verziert. Der Turm mit Feldsteinunterbau ist mit Blenden, Schildgiebeln und einem gedrungenen achtseitigen Helm ausgestattet.
Im Innern zeigt die Hallenkirche achtseitige Pfeiler. Die Gewölbe im Schiff mit Kämpfern, Konsolen und Arkaden stammen von der Restaurierung im 19. Jahrhundert. Die mittelalterlichen Kreuzrippengewölbe des Chores werden von Runddiensten mit Kapitellen in halber Höhe getragen. Reste von Wandmalereien zeigen eine Abendmahlsszene am östlichen Ende des Südschiffs.

## Ausstattung
Während der französischen Besatzung 1806/07 wurden die Einrichtungsgegenstände fast vollständig zerstört.
Eine Altarplatte aus der Bauzeit ist erhalten geblieben, wie auch ein mittelalterlicher Taufstein, zwei im Turm aufgestellte Grabplatten der Familie Mörder (1333 und 1427) mit Ritzzeichnungen zweier Ritter. Die ältere Grabplatte wurde lange nach dem Tod Gotan Morders angefertigt, ähnelt jener von 1427. Die Umschrift lautet: „ANNO DOMINI M CCC XXXIII SABBATO ANTE FESTUM BEATORUM AP(OSTO)LO(RUM) PETRI ET PAULI OBDIIT D(OMI)N(U)S GHOTAN MORDER STRENUUS MILES CUIUS ANIMA REQUIESCAT IN PACE“. Auf der Platte von 1427 befindet sich die Inschrift: „ANNO DOMINI M CCCC XXVII PROXIMA DIE KYLIANI OBIIT FAMOLUS FAMULUS PAWEL MORDER CUIUS ANIMA REQUIESCAT IN PACE AMEN“.
In der Kirche befindet sich eine barocke Pastorentafel, die restliche, neugotische Ausstattung mit Kanzelaltar, Emporen und Gestühl entstand 1866.

### Orgel
Die Buchholz-Orgel aus der Werkstatt von Carl August Buchholz wurde 1828 angefertigt. Sie hat 14 Register auf zwei Manualen und Pedal und wurde im Jahr 2014 restauriert.

## Friedhof
Auf dem Friedhof rings um die Kirche liegen die Grabstätten der Schwester Ernst Moritz Arndts, Charlotte Dorothea genannt: Gottesgab und ihres Mannes Karl Rassow sowie die des Großneffen Caspar David Friedrichs, Professor Gustav Pflugradt.

## Gemeinde
Die evangelische Kirchgemeinde Pütte-Niepars gehört seit 2012 zur Propstei Stralsund im Pommerschen Evangelischen Kirchenkreis der Evangelisch-Lutherischen Kirche in Norddeutschland. Vorher gehörte sie zum Kirchenkreis Stralsund der Pommerschen Evangelischen Kirche.